# Jon Koppenhaver
War Machine (geboren als Jonathan Paul Koppenhaver am 30. November 1981) ist ein US-amerikanischer ehemaliger professioneller Mixed-Martial-Arts-Kämpfer, ehemaliger Pornodarsteller und verurteilter Straftäter.
Koppenhaver hatte eine Gesamtbilanz von 14-5 in Mixed Martial Arts und kämpfte in verschiedenen MMA-Promotions, darunter Bellator und UFC. Er kämpfte im Weltergewicht. Bekannt wurde er als Kämpfer bei The Ultimate Fighter: Team Hughes vs. Team Serra als Teil des Teams von Matt Serra und trat auch für Bellator, Tachi Palace Fights, BAMMA und Xtreme Fighting Championships an. Im Jahr 2008 änderte er seinen Namen legal in „War Machine“. Zeitweise trat er in pornografischen Filmen als Darsteller auf.
Im März 2017 wurde er wegen 29 Kapitalverbrechen verurteilt, nachdem er seine Ex-Freundin Christine Mackinday und ihren Liebhaber während eines Vorfalls im Jahr 2014 vergewaltigt und verstümmelt hatte. Am 5. Juni 2017 wurde er zu einer lebenslangen Freiheitsstrafe mit Möglichkeit zur Strafaussetzung zur Bewährung nach 36 Jahren verurteilt.

## Kindheit und Jugend
Koppenhaver wurde in Simi Valley, einem Vorort von Los Angeles, Kalifornien, geboren. Sein deutsch-amerikanischer Vater war Beamter beim Los Angeles Police Department, während seine mexikanisch-amerikanische Mutter zunächst als Krankenschwester und später als Hausfrau arbeitete. Aufgrund ihrer Drogensucht musste sich Koppenhaver öfter um seine jüngeren Geschwister kümmern. Als er 13 Jahre alt war, erlitt Koppenhaver ein Trauma, als er erfolglos eine Herz-Lungen-Wiederbelebung bei seinem Vater durchführte, sodass sein Vater vor seinen Augen an einem Herzinfarkt starb.
Im August 2000 besuchte Koppenhaver für zwei Jahre das Militärcollege The Citadel in Charleston, South Carolina, bevor er wegen „schlechten Benehmens“ exmatrikuliert wurde. Während seines Studiums belegte er Biologie als Hauptfach. In einem Interview mit Joe Rogan behauptete Koppenhaver, am Citadel stets gute Noten erhalten zu haben.
Nach eigenen Aussagen ist Koppenhaver seit seiner Jugend an Depressionen und Angstzuständen erkrankt und nimmt entsprechende Medikamente. Er lebt seit mehreren Jahren vegan.

## Kampfkarriere

### The Ultimate FighterStaffel 6
Koppenhaver trat als Ersatzkämpfer bei der Reality-TV-Show The Ultimate Fighter: Team Hughes vs. Team Serra für Team Serra (Matt Serra) an. Koppenhaver schied im Viertelfinale durch einstimmige Entscheidung gegen Tom Speer aus.
Nach einem Streit mit Impact Wrestling über die Verwendung seines Kampfnamens änderte er 2008 seinen Namen legal von „Jon Koppenhaver“ in „War Machine“.

### UFC
Bei seinem offiziellen UFC-Debüt besiegte Koppenhaver den US-Amerikaner Jared Rollins im Finale von The Ultimate Fighter: Team Hughes vs. Team Serra durch K. o. in der dritten Runde (Minute 2:01). War Machine wurde mit dem „Knockout des Abends“ prämiert. Sein letzter UFC-Kampf war bei UFC 84 gegen Yoshiyuki Yoshida, den er durch Aufgabe in der ersten Runde verlor.
Er wurde von der UFC entlassen, nachdem er einen von UFC-Matchmaker Joe Silva angebotenen Kampf abgelehnt, und sich despektierlich über den Tod seines UFC-Kollegen Evan Tanner geäußert hatte. Er postete auf seiner Myspace-Seite, Tanner habe sich in die abgelegene südkalifornische Wüste begeben, um sich wegen seiner finanziellen Misslage umzubringen. Obwohl die Gerichtsmediziner einen Selbstmord Tanners ausschließen konnten, blieb Koppenhaver bei seinen Aussagen.

### Bellator
Koppenhaver wurde später von Bellator unter Vertrag genommen. Angeblich wegen abfälliger Kommentare über Barack Obama wurde er wenig später wieder entlassen.

### Aufbaukämpfe

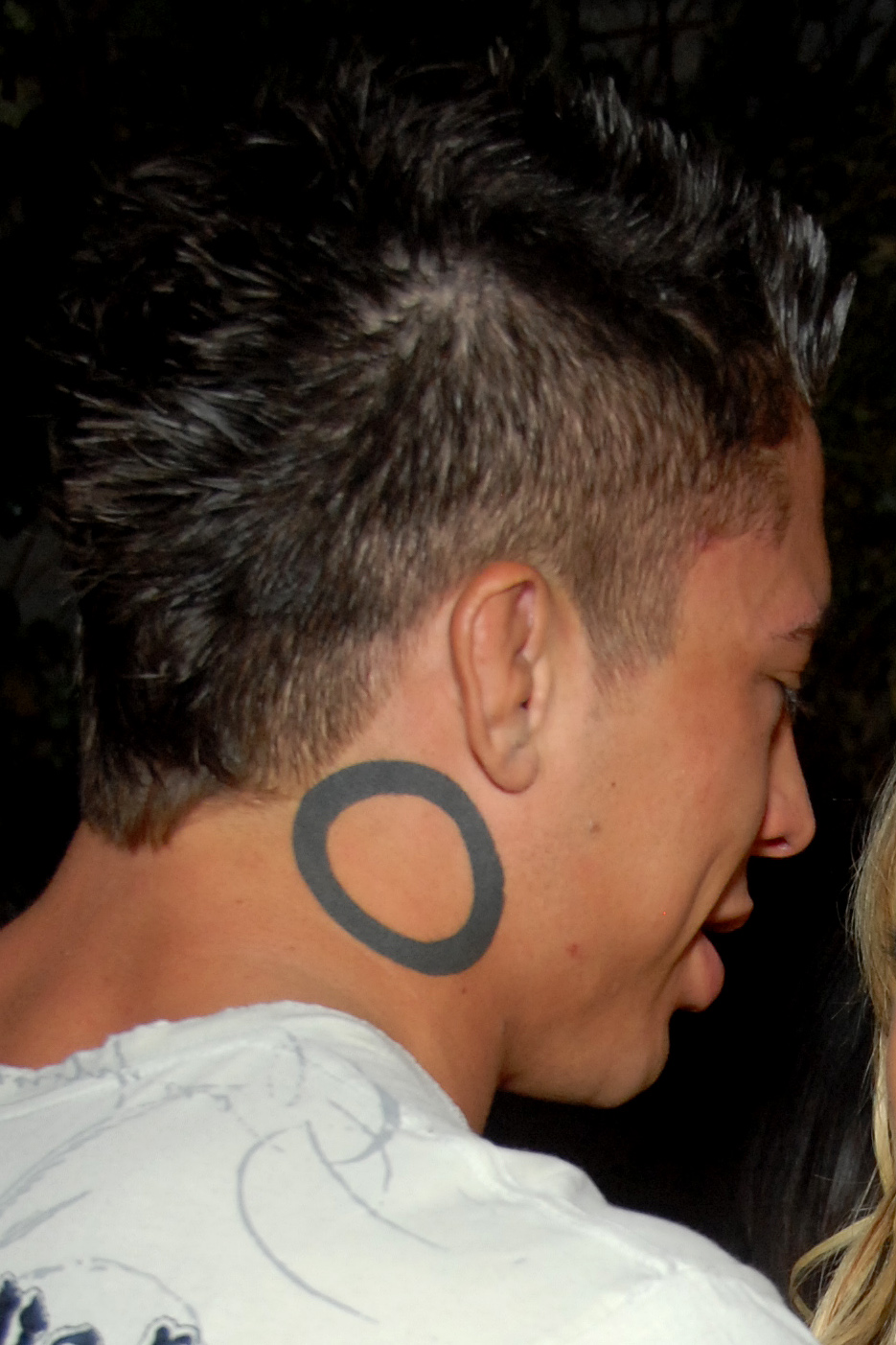
War Machine im Jahr 2009.

Am 20. Juni 2009 sollte Koppenhaver gegen Roger Bowling kämpfen. Der Kampf sollte am 5. September bei XFC 9 in Tampa, Florida stattfinden und als Hauptkampf über die Website von HDNet live übertragen werden.
Am 5. September 2009 schließlich betrat Koppenhaver den Käfig gegen Mikey Gomez an. Der Ringrichter brach den Kampf ab und gab in einer umstrittenen Entscheidung den Sieg durch TKO (Schläge) nach 13 Sekunden in der dritten Runde an Koppenhaver. Koppenhaver sollte am 3. Oktober 2009 gegen Jacob McClintock kämpfen, sagte den Kampf jedoch ab, um am 8. Oktober 2009 stattdessen gegen David Mitchell anzutreten.
Am 17. April 2010 wurde Koppenhaver in der Hauptveranstaltung von Wild Bill's Fight Night gegen Tex Johnson angekündigt. Am 16. April berichtete TMZ, dass Koppenhaver den Kampf via Twitter absagte.

### Rückkehr zu Bellator
Am 7. Dezember 2011 wurde bekannt gegeben, dass Koppenhaver erneut einen Exklusivvertrag mit Bellator unterschrieben hat, um im Weltergewichtsturnier der Saison 6 anzutreten. Der geplante Kampf gegen Karl Amoussou musste abgesagt werden, da Koppenhaver für eine vorangegangene Gefährliche Körperverletzung in Las Vegas, Nevada zu einem Jahr Gefängnis verurteilt wurde. Nachdem weitere Vorfälle von Körperverletzung, Diebstahl und Nötigung bekannt wurden, verlängerte der Richter die Haftstrafe auf zwei Jahre.
Sein Bellator-Debüt am 17. Januar 2013 gegen Paul Daley musste er aufgrund eines Kreuzbandrisses und Wadenbeinbruchs absagen. Sein Kampf am 19. Juni 2013 gegen Blas Avena gewann er durch TKO in der ersten Runde. Bei Bellator 100 konnte er Vaughn Anderson im Viertelfinale durch Technical Submission (Rear Naked Choke) in der zweiten Runde besiegen. Im Halbfinale des Season Nine Welterweight Tournament verlor er gegen Ron Keslar durch Technical Submission (Rear Naked Choke) in der ersten Runde.
Am 8. August 2014 gab Bellator MMA die Entlassung von Koppenhaver bekannt, nachdem er seine ehemalige Freundin Christine Mackinday, bekannt unter ihrem Künstlernamen Christy Mack, vergewaltigt und misshandelt hatte.

## Pornokarriere
Am 31. Oktober 2009 gab Koppenhaver bekannt, dass er neben dem Mixed-Martial-Arts-Kampf auch eine Karriere als Pornodarsteller anstreben würde. Er verkündete wenig später, dass er bei LA Direct Models unterschrieben hatte und seine erste Szene mit der Pornodarstellerin Riley Steele drehte. Zwischen 2009 und 2010 erschien er in dreizehn weiteren Filmen. In der Januar 2014 Ausgabe des Hustler ist er mit seiner späteren Freundin Christy Mack zu sehen.

## Strafprozesse
Am 2. September 2007 wurde er für schuldig befunden, einem Mann in Las Vegas bei einem Handgemenge auf einem Parkplatz ins Gesicht geschlagen und ihn bewusstlos gewürgt zu haben. Im Februar 2008 wurde er zu drei Jahren Bewährung und 30 Tagen gemeinnütziger Arbeit verurteilt, wodurch eine mögliche Anklage wegen eines Verbrechens und eine damit verbundene Gefängnisstrafe vermieden wurde.
Am 22. Februar 2008 bekannte sich Koppenhaver eines Vergehens wegen Körperverletzung schuldig und wurde zu einer Geldstrafe und Bewährung verurteilt.
Im August 2010 wurde er zu einer einjährigen Haftstrafe im Bezirksgefängnis verurteilt, weil er sich bei einer Schlägerei in einer Bar in Point Loma sowie bei einer weiteren Schlägerei in einer Bar in Pacific Beach, San Diego, strafbar gemacht hatte. Er war in San Diegos George Bailey County Detention Facility inhaftiert, meist in Isolationshaft. Nach seiner Inhaftierung unterhielt Koppenhaver einen Twitter-Account sowie einen Blog, in dem er seine Zeit im Gefängnis dokumentierte. Am 1. Februar 2012 wurde über Koppenhavers Twitter bekannt gegeben, dass er aufgrund von vorangegangenen Ereignissen ein weiteres Jahr im Gefängnis verbringen wird. Er wurde am 29. Oktober 2012 entlassen, nachdem er 2 Jahre und 2 Monate abgesessen hatte.

## Strafprozess wegen versuchten Mordes an Christine Mackinday

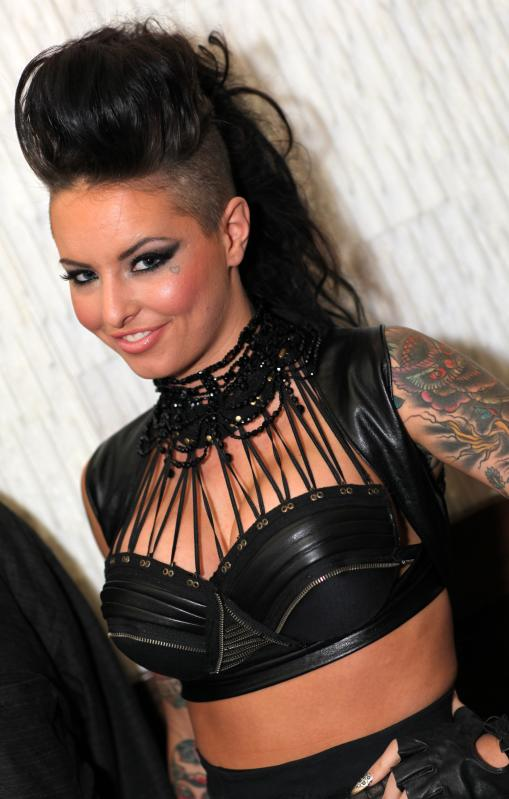
Christy Mack, 2013.

### Vorgeschichte
Im April 2013 begann Koppenhaver eine Beziehung mit der Pornodarstellerin Christine Mackinday, besser bekannt unter ihrem Künstlernamen Christy Mack. Mackinday war zu dieser Zeit eine führende Persönlichkeit in der Erotikfilmbranche. Ihre Beziehung war nach ihren Aussagen „leidenschaftlich“, aber auch von psychischer und physischer Gewalt geprägt. Unter anderem ließ sich Mackinday den Schriftzug „Property of War Machine“ (deutsch: „War Machines Eigentum“) tätowieren. Der Missbrauch ging so weit, dass Mack die Beziehung im Mai 2014 beendete.

### Vorfall und misslungene Flucht
Am 8. August 2014 griff Koppenhaver Mackinday und deren Liebhaber Corey Thomas in Macks Haus in Las Vegas an, in das er sich hineinschleichen konnte, da er den Hausschlüssel behalten hatte. Zunächst ging er auf Thomas los und schlug über zehn Minuten auf ihn ein. Koppenhaver nahm Thomas in den Würgegriff und ließ ihn erst los, nachdem er geschworen hatte, sich nicht an die Behörden zu wenden. Nachdem Thomas entkommen war, stürzte sich Koppenhaver auf Mackinday, die er über zwei volle Stunden misshandelte. Mackinday wurde vergewaltigt, schwer verprügelt und mit einem Messer verstümmelt. Ihr gelang die Flucht erst, als Koppenhaver in das untere Stockwerk lief, um ein weiteres Messer zu holen, und sie sich aus dem zweiten Stock warf und zum Haus eines Nachbarn kriechen konnte. Mackinday wurde in ein Krankenhaus eingeliefert, wo man feststellte, dass sie 18 gebrochene Gesichtsknochen, eine gebrochene Nase, 12 fehlende Zähne, eine gebrochene Rippe und einen schweren Leberriss hatte. Koppenhaver war eine Woche lang auf der Flucht, wobei er die ganze Zeit über die Situation tweetete, sodass es den Behörden möglich war, den IP-Standort seines Mobiltelefons zu ermitteln. Koppenhaver wurde in Simi Valley, Kalifornien, von U.S. Marshals und der Polizei von Simi Valley verhaftet und dann nach Nevada ausgeliefert, wo er wegen 36 Verbrechen angeklagt wurde, darunter zweifacher versuchter Mord, Entführung, Vergewaltigung und sexuelle Nötigung.

### Suizidversuch
Nach Angaben des Las Vegas Metropolitan Police Department wurde Koppenhaver am 14. Oktober 2014 gegen 21:30 Uhr von einem Justizvollzugsbeamten, der Routinekontrollen durchführte, nicht ansprechbar in seiner Zelle aufgefunden. Der Zellenbeamte fand Koppenhaver mit einem zerrissenen Stück Leinen um den Hals, das an das Bein seines Etagenbettes gebunden war. Nachdem der Beamte das Leinen durchgeschnitten hatte, stabilisierte sich Koppenhavers Gesundheit innerhalb von 15 Minuten und er wurde auf eine Krankenstation verlegt. In einem Abschiedsbrief, der in seiner Zelle gefunden wurde, zitierte er zweimal den Philosophen Friedrich Nietzsche, um sein Handeln zu erklären. Der Vorfall ereignete sich am selben Tag, an dem er vor Gericht erscheinen sollte, um eine Verständigung zu besprechen.

### Urteil
Sein Prozess, der ursprünglich für September 2015 angesetzt war, wurde zweimal verschoben, bis er im Februar 2017 begann. Am 20. März 2017 wurde er in 29 von 36 Anklagepunkten verurteilt, darunter Entführung und sexuelle Nötigung mit einer Waffe. In den beiden Fällen von versuchtem Mord kamen die Geschworenen zu keinem Ergebnis. Koppenhaver wurde von Jay Leiderman und Brandon Sua vertreten. Am 5. Juni 2017 wurde Koppenhaver zu einer lebenslangen Freiheitsstrafe mit der Möglichkeit zur Bewährung nach 36 Jahren verurteilt. Seinen ersten Antrag wird Koppenhaver im Alter von 72 Jahren stellen können.

## Leben nach der Verurteilung
Am 20. Juli 2018 wurde bekannt, dass sich Koppenhaver mit Ashley Farrington verlobte. Die beiden hatten sich kennengelernt, als sie ihm im Gefängnis als Brieffreundin zu schreiben begann. Am 9. August 2019 heiratete das Paar.
Seit August 2018 unterhält ein Freund von Koppenhaver ein Instagram-Profil für ihn, auf dem er hauptsächlich christliche Zitate und Familienfotos postet. Die Plattform wird bisweilen auch genutzt, um die Verurteilung in Frage zu stellen.

## Kampfstatistik
| Ergebnis   | Profi-Rekord | Gegner                           | Datum              | Veranstaltung                              | Methode                                 | Runde | Zeit |
| ---------- | ------------ | -------------------------------- | ------------------ | ------------------------------------------ | --------------------------------------- | ----- | ---- |
| Sieg       | 1-0          | Angel Santibanez                 | 29. Februar 2004   | TC 2 – Total Combat 2                      | TKO (Schläge)                           | 1     | 1:00 |
| Sieg       | 2-0          | Frank Duffy                      | 25. Juli 2004      | TC 4 – Total Combat 4                      | Aufgabe (Rear-Naked Choke)              | 1     | 0:25 |
| Sieg       | 3-0          | Andrew Ramirez                   | 30. Juli 2005      | TC 9 – Resurrection                        | TKO (Schläge)                           | 1     | 1:08 |
| Niederlage | 3-1          | Mike O’Donnell                   | 3. März 2006       | GFC – Team Gracie vs. Team Hammer House    | Aufgabe (Armbar)                        | 2     | 4:02 |
| Sieg       | 4-1          | RJ Gamez                         | 9. September 2006  | TC 16 – Annihilation                       | TKO (Schläge)                           | 1     | 2:09 |
| Sieg       | 5-1          | Jared „J-Roc“ Rollins            | 8. Dezember 2007   | UFC – The Ultimate Fighter 6 Finale        | TKO (Schläge)                           | 3     | 2:01 |
| Niederlage | 5-2          | Yoshiyuki „Zenko“ Yoshida        | 24. März 2008      | UFC 84 – III Will                          | Technical Submission (Anaconda Choke)   | 1     | 0:56 |
| Sieg       | 6-2          | David „The Viking“ Anderson      | 8. November 2008   | DRFCF – Deser Rage Full Contact Fighting 4 | TKO (Schläge)                           | 1     | 2:26 |
| Sieg       | 7-2          | Guillaume „Il Toro“ Delorenzi    | 27. Februar 2009   | XMMA 7 – Inferno                           | Aufgabe (Rear-Naked Choke)              | 1     | 4:13 |
| Sieg       | 8-2          | Timothy „The Good Soldier“ Woods | 25. April 2009     | UWC 6 – Capital Punishment                 | Aufgabe (Rear-Naked Choke)              | 2     | 4:16 |
| Sieg       | 9-2          | Erick „Perry“ Montano            | 11. Juli 2009      | TC 33 – Total Combat 33                    | Aufgabe (Armbar)                        | 3     | 0:47 |
| Sieg       | 10-2         | Mikey Gomez                      | 5. September 2009  | XFC 9 – Evolution                          | TKO (Schläge)                           | 3     | 0:19 |
| Niederlage | 10-3         | „Bulletproof“ David Mitchell     | 8. Oktober 2009    | TPF 1 – Tachi Palace Fights 1              | Punktentscheidung (uneinstimmig)        | 3     | 5:00 |
| Sieg       | 11-3         | Zach „The Lisbon Outlaw“ Light   | 15. März 2010      | BAMMA 3 – Watson vs. Horwich               | Aufgabe (Rear-Naked Choke)              | 1     | 1:09 |
| Niederlage | 11-4         | „The Natural“ John Alessio       | 9. Juli 2010       | TPF 5 – Stars and Strikes                  | Technical Submission (Rear-Naked Choke) | 3     | 2:24 |
| Sieg       | 12-4         | Roger „El Matador“ Huerta        | 26. November 2011  | UWF 1 – Huerta vs. War Machine             | TKO (Schläge)                           | 3     | 3:09 |
| Sieg       | 13-4         | Blas Avena                       | 19. Juni 2013      | Bellator MMA – Bellator 96                 | TKO (Schläge)                           | 1     | 3:55 |
| Sieg       | 14-4         | Vaughn “Blud” Anderson           | 20. September 2013 | Bellator MMA – Bellator 100                | Technical Submission (Rear-Naked Choke) | 2     | 4:01 |
| Niederlage | 14-5         | Ron Keslar                       | 18. Oktober 2013   | Bellator MMA – Bellator 104                | Technical Submission (Rear-Naked Choke) | 1     | 3:31 |